# Le Calvaire de Lena X
Pour plus de détails, voir Fiche technique et Distribution.
Le Calvaire de Lena X (The Case of Lena Smith) est un film américain réalisé par Josef von Sternberg, sorti en 1929.

## Synopsis
En août 1914, la Première Guerre mondiale est déclarée alors que Lena et son mari Stephan, un paysan prospère, prennent congé de Franz Jr., le fils du premier mari de Lena aujourd’hui décédé. Le jeune homme part combattre sur les lignes de front. Un flashback emmène le spectateur 20 ans dans le passé, jusqu’en 1894. La jeune Lena vient de rejeter son prétendant, Stephan, qui a arrangé leur mariage avec le consentement du père de Lena. Malgré la déclaration de dévotion de Stephan, elle part gaiement à pied vers Vienne, accompagnée de deux autres paysannes aventureuses. Ils espèrent tous trouver un travail agréable dans la grande ville et échapper aux difficultés mornes du travail agricole.
Dans la capitale, les trois filles de la campagne se promènent et chacune se trouve un soldat, Lena avec l’officier cadet, Franz Hofrat. Elle se rend à ses séductions et ils commencent une liaison – dont nous découvrirons avec le temps qu’elle a donné naissance à un enfant. Ils sont secrètement mariés, et Franz la rassure en lui promettant de s'occuper d'elle. La scène se déplace à Vienne quatre ans plus tard. Lena effectue des tâches subalternes en tant que domestique, comme beaucoup d’autres jeunes femmes du quartier. Son maître et sa maîtresse sont Herr et Frau Hofrat, les parents de leur fils unique, Franz. Le jeune officier a arrangé un emploi pour Lena dans la maison petite-bourgeoise de ses parents, qui ne savent rien du mariage clandestin de leur domestique avec leur fils, ni qu’ils sont grands-parents. Lena et son époux Franz cachent ainsi leur vrai relation sur l’insistance du jeune mari. La lâcheté morale du jeune Horat est aggravée par le jeu, le paiement de dettes qu’il extorque à son père. L’officier orgueilleux n’est pas non plus fidèle à Lena car il couche avec les femmes d’autres hommes.
Lena rend visite à son fils Franz, âgé de 3 ans, chez la sœur de Stephan, qui vit à Vienne – secrètement, et seulement après la tombée de la nuit. L’aîné Hofrat est alerté des excursions nocturnes de Lena et soupçonne qu’elle pourrait être impliquée avec son fils. Herr Hofrat est soulagé quand il visite l’appartement de son fils, à l’improviste pour que Lena n’est pas là. Néanmoins, Herr Hofrat confine Lena dans sa chambre la nuit et lui rappelle sévèrement qu’il est le chef de la morale de Vienne. Pendant son jour de congé, Lena – apparemment une femme célibataire – emmène son petit garçon au Prater. Là, elle a une rencontre désagréable avec le concierge qui sert dans les appartements Hofrat. Malicieusement, l’ouvrier rapporte l’affaire à l’aîné Hobrat, qui suppose instantanément que l’enfant est illégitime. Il convoque Lena et la vire sur-le-champ. En tant que conseiller de police, il ordonne que l’enfant soit saisi et placé dans un orphelinat pour les pauvres.
Lorsque Lena, distraite, fait appel aux administrateurs du Bureau de la Morale pour découvrir où se trouve son petit Franz, ils révèlent qu’elle a été jugée comme une mère inapte. Pour récupérer la garde de son enfant, elle doit payer une amende de 1 000 couronnes. Lorsque Lena informe son mari de la crise, il rejette légèrement l’affaire comme une affaire qui pourrait déshonorer son nom. Il refuse d’intervenir en faveur de l’enfant. Lorsque Lena retourne chez la sœur de Stephan, elle découvre que Stephan lui-même est arrivé de la campagne. Sa sœur lui a tout dit et il est déterminé à sauver Lena de son sort. Lena hésite, mais Stephan lui présente 700 couronnes – ses économies de toute une vie – et insiste pour qu’elle exige 300 couronnes de son mari, afin de libérer l’enfant. Lena s’approche de son mari dans un café et lui révèle qu’elle possède 700 couronnes et lui demande d’en verser 300 autres. Dans son désespoir, Lena cède les fonds à Franz, qui promet de les utiliser pour gagner une fortune aux tables de jeu.
Lorsque l’officier Franz rejoint ses collègues officiers au café, il découvre qu’un paysan turbulent a pris sa chaise, Stephan. Le fermier insulte calomnieusement l’honneur du militaire et une altercation s’ensuit. Franz sait qu’il est dépassé lorsqu’il se rend compte que le fermier est le véritable champion de Lena. Un policier sépare les deux rivaux. Ce soir-là, à la maison, Franz écrit une lettre à sa famille – un adieu apitoyé sur lui-même. Lena arrive pour récupérer l’argent, mais son mari déshonoré se suicide avec un pistolet. Lena assiste à l’enquête sur sa mort. L’aîné Hofrat, déterminé à blâmer Lena pour le suicide de son fils, tente de l’interroger. Lena réagit en soumettant sa licence de mariage au tribunal. L’aîné Hofrat est confronté au fait que Lena est sa belle-fille et le petit Franz son petit-fils. Il réagit durement, insistant pour adopter l’enfant et refusant tout droit de visite à la mère. Lorsqu’elle menace de rendre publics les faits du mariage, le tribunal punit son emportement d’une peine de six mois dans la maison de travail.
Lena est brutalement traînée dans la prison à son arrivée et fouettée par la surveillante en chef pour tenter de l’apprivoiser. Lena s’évade désespérément par-dessus une clôture de barbelés, échappant à peine aux gardes. Elle atteint l’asile où le petit Franz est détenu et s’enfuit avec le garçon de Vienne et retourne à la campagne hongroise et à la liberté. L’histoire revient à 1914 alors que Franz, Jr. fait ses adieux à sa mère Lena, désemparée. Elle est dépourvue de toute ferveur patriotique. Son intuition lui dit que le garçon ne survivra pas à la guerre et que toutes les souffrances qu’elle a endurées ont été vaines.

## Fiche technique
- Titre original : The Case of Lena Smith
- Titre français : Le Calvaire de Lena X
- Réalisation : Josef von Sternberg
- Scénario : Jules Furthman, Julian Johnson et Samuel Ornitz
- Direction artistique : Hans Dreier
- Photographie : Harold Rosson
- Pays de production : États-Unis
- Format : Noir et blanc
- Genre : drame
- Date de sortie : 1929

## Distribution
- Esther Ralston : Lena Smith
- James Hall : Franz Hofrat
- Gustav von Seyffertitz : Herr Hofrat
- Emily Fitzroy : Frau Hofrat
- Fred Kohler : Stefan
- Betty Aho : la sœur de Stefan
- Lawrence Grant : le commissaire
- Ann Brody : l'épouse du concierge
- Wally Albright : Franz (3 ans)
- Werner Klingler : Franz (18 ans)
- Gregory Gaye (non crédité)
- John Loder (non crédité)

## Récompense
- National Board of Review: Top Ten Films 1929